# Joan Balaguer i Capella
Joan Balaguer i Capella (Barcelona, 25 de juny de 1827 - 17 de novembre de 1890) fou un compositor i fagotista català.

## Biografia
La seva formació començà el 1838 a l'Escolania de la Catedral de Barcelona al costat de Mateu Ferrer, amb qui estudià harmonia i composició, fins a l'any 1843.
L'any 1852 obtingué la plaça de fagot a l'orquestra del Liceu. Dos anys més tard, l'any 1854, obtingué la plaça de professor de fagot al Conservatori del Liceu i estigué ensenyant aquest instrument, més o menys, fins a l'any 1870. L'any 1871 començà les seves classes pedagògiques com a professor de solfeig.
Participà en una reunió "amb l'objectiu d'harmonitzar els molts elements que tanca Barcelona ja tocant a compositors de música, ja a escriptors dramàtics, i establir els medis conduents a la creació en aquesta ciutat de la sarsuela, com a camí breu i profitós per arribar a l'òpera nacional. La reunió -prosegueix l'articulista- fou nombrosa i es mostrà decidida a secundar tan patriòtic pensament per quants medis fossin necessaris... La comissió nombrada per proposar les bases que portin a complir aquesta tan nacional idea es compon dels senyors: Mateu Ferrer, president; don Antoni Bofarull, don Gabriel Ballart, don Lluís d'Olona, don Mariano Soriano Fuertes, don Manuel Angelón, don Nicolás Manent, i don Pere Tintoré, vocals", segons la "Gaceta Musical Barcelonesa" del dia 13 d'octubre de 1861.

## Obra
Escrigué bastantes composicions, però desafortunadament cap fou localitzada.
Música eclesiàstica
- Dues misses a tota orquestra.
- Un miserere.
- Un réquiem.
- Un magnificat titulat Les estacions.
- Lamentacions per a la Setmana Santa.

Música profana
- Dues sarsueles.
- Una fantasia.
- Peces per a ball.

La seva producció, majoritàriament, fou de música eclesiàstica, però tot i així promogué i fomentà el teatre líric.
Tractats
- Teoria i pràctica del solfeig.[4]